# 모란미술관
모란미술관(木蘭美術館, Moran Museum of Arts)는 대한민국 경기도 남양주시에 위치한 사립 미술관이다. 1999년 현대 조각 작품을 전시하며 문을 열었으며, 현재는 종합 미술관으로써 한국 현대미술계의 다양한 작품을 수집·연구하여 일반에 공개하고 있다. 작가 창작 장려를 위한 '모란조각대상'을 1995년부터 제정하여 운영중이며, 학술 회의를 개최하여 현대 조각 작품을 중심으로 연구 활동이 활발하게 이루어지고 있다.
이영범이 건축한 모란미술관 수장고와 일부 조형물 등은 미국건축가협회에서 높은 평가를 받은 것으로 알려졌다.

## 전시실
모란미술관은 실내전시실과, 교육실습실, 세미나실 등 다양한 시설을 건립했으며, 별도의 야외전시장을 운영중이다. 야외 결혼식을 위한 시설 등도 갖춘 것이 특징이다.

## 이용 안내
- 관람 시간 : 9:30 ~ 17:00 (월별 상이, 매주 월요일 휴관)
- 관람료
  - 성인 : 10,000원
  - 청소년 : 6,000원
  - 어린이 : 5,000원